# Damernas turnering i volleyboll vid medelhavsspelen 2013
Damernas turnering i volleyboll vid medelhavsspelen 2013 hölls 22 till 30 juni 2013 i Mersin, Turkiet. I turneringen, som organiserades av Comité international des Jeux méditerranéens, deltog sex landslag från länderna runt medelhavet. Italien vann tävlingen för sjunde gången genom att besegra Turkiet i finalen.

## Arenor
|                                                          |                                                                 |
|                                                          |                                                                 |
| Toroslar Sports Hall Stad: Mersin Kapacitet: - Öppnad: - | Servet Tazegül Arena Stad: Mersin Kapacitet: 7 500 Öppnad: 2013 |

## Regelverk
Turneringen började med gruppspel där alla mötte alla. De två främsta i varje grupp gick vidare till ett cupspel bestående av semifinaler och final/match om tredjepris. De sista lagen i respektive grupp spelade en match om femteplatsen.

## Deltagande lag
| Lag       | Turnering                 |
| --------- | ------------------------- |
| Kroatien  | Vesto 2009                |
| Frankrike | Vesto 2009                |
| Grekland  | Vesto 2009                |
| Italien   | Vesto 2009                |
| Slovenien | Languedoc-Roussillon 1993 |
| Turkiet   | Vesto 2009                |

## Grupper
| Grupp A                        | Grupp B                        |
| ------------------------------ | ------------------------------ |
| Grekland · Slovenien · Turkiet | Kroatien · Frankrike · Italien |

## Första rundan

### Grupp A

#### Resultat
| Datum    | Mellan               | Resultat | Set   | Set   | Set   | Set   | Set | Poäng totalt | Speltid | Åskådare |
| Datum    | Mellan               | Resultat | 1     | 2     | 3     | 4     | 5   | Poäng totalt | Speltid | Åskådare |
| -------- | -------------------- | -------- | ----- | ----- | ----- | ----- | --- | ------------ | ------- | -------- |
| 22-06-13 | Slovenien - Grekland | 3 - 0    | 25:13 | 25:23 | 25:23 |       |     | 75 - 59      | 1h:22   | 950      |
| 24-06-13 | Turkiet - Slovenien  | 3 - 0    | 25:17 | 25:21 | 25:15 |       |     | 75 - 53      | 1h:17   | 1.000    |
| 26-06-13 | Turkiet - Grekland   | 3 - 1    | 25:6  | 19:25 | 25:14 | 25:23 |     | 94 - 68      | 1h:41   | 1.000    |

#### Sluttabell
| Pos | Landslag  | Poäng | Matcher | Matcher | Matcher   | Set   | Set       | Kvot   | Poäng | Poäng     | Kvot  |
| Pos | Landslag  | Poäng | Spelade | Vunna   | Förlorade | Vunna | Förlorade | Kvot   | Vunna | Förlorade | Kvot  |
| --- | --------- | ----- | ------- | ------- | --------- | ----- | --------- | ------ | ----- | --------- | ----- |
| 1   | Turkiet   | 6     | 2       | 2       | 0         | 6     | 1         | 6.000  | 169   | 121       | 1.396 |
| 2   | Slovenien | 3     | 2       | 1       | 1         | 3     | 3         | 1.000  | 128   | 134       | 0.955 |
| 3   | Grekland  | 0     | 2       | 0       | 2         | 1     | 6         | 0.1666 | 127   | 169       | 0.751 |

### Grupp B

#### Resultat
| Datum    | Mellan               | Resultat | Set   | Set   | Set   | Set   | Set   | Poäng totalt | Speltid | Åskådare |
| Datum    | Mellan               | Resultat | 1     | 2     | 3     | 4     | 5     | Poäng totalt | Speltid | Åskådare |
| -------- | -------------------- | -------- | ----- | ----- | ----- | ----- | ----- | ------------ | ------- | -------- |
| 22-06-13 | Frankrike - Kroatien | 2 - 3    | 25:21 | 23:25 | 17:25 | 25:13 | 12:15 | 102 - 99     | 2h:10   | 800      |
| 24-06-13 | Italien - Kroatien   | 3 - 0    | 25:15 | 25:21 | 25:19 |       |       | 75 - 55      | 1h:13   | 700      |
| 26-06-13 | Italien - Frankrike  | 3 - 0    | 25:12 | 30:28 | 25:13 |       |       | 80 - 53      | 1h:24   | 900      |

#### Sluttabell
| Pos | Landslag  | Poäng | Matcher | Matcher | Matcher   | Set   | Set       | Kvot  | Poäng | Poäng     | Kvot  |
| Pos | Landslag  | Poäng | Spelade | Vunna   | Förlorade | Vunna | Förlorade | Kvot  | Vunna | Förlorade | Kvot  |
| --- | --------- | ----- | ------- | ------- | --------- | ----- | --------- | ----- | ----- | --------- | ----- |
| 1   | Italien   | 6     | 2       | 2       | 0         | 6     | 0         | MAX   | 155   | 108       | 1.435 |
| 2   | Kroatien  | 2     | 2       | 1       | 1         | 3     | 5         | 0.600 | 154   | 177       | 0.870 |
| 3   | Frankrike | 1     | 2       | 0       | 2         | 2     | 6         | 0.333 | 155   | 179       | 0.865 |

## Slutspelsfasen

### Finalspel
|  | Semifinaler | Semifinaler |         |         | Final               | Final               |  |
|  |             |             |         |         |                     |                     |  |
|  | Turkiet     | 3           |         |         |                     |                     |  |
|  | Turkiet     | 3           |         |         |                     |                     |  |
|  | Kroatien    | 0           |         |         |                     |                     |  |
|  | Kroatien    | 0           |         | Turkiet | 1                   |                     |  |
|  |             |             |         | Turkiet | 1                   |                     |  |
|  |             |             | Italien | 3       |                     |                     |  |
|  | Slovenien   | 0           | Italien | 3       |                     |                     |  |
|  | Slovenien   | 0           |         |         |                     |                     |  |
|  | Italien     | 3           |         |         | Match om tredjepris | Match om tredjepris |  |
|  | Italien     | 3           |         |         |                     |                     |  |
|  |             |             |         |         |                     |                     |  |
|  |             |             |         |         | Kroatien            | 3                   |  |
|  |             |             |         |         | Kroatien            | 3                   |  |
|  |             |             |         |         | Slovenien           | 2                   |  |

#### Resultat
| Datum    | Mellan               | Resultat | Set   | Set   | Set   | Set   | Set   | Poäng totalt | Speltid | Åskådare |
| Datum    | Mellan               | Resultat | 1     | 2     | 3     | 4     | 5     | Poäng totalt | Speltid | Åskådare |
| -------- | -------------------- | -------- | ----- | ----- | ----- | ----- | ----- | ------------ | ------- | -------- |
| 28-06-13 | Turkiet - Kroatien   | 3 - 0    | 25:14 | 25:16 | 25:14 |       |       | 75 - 44      | 1h:12   | 4.600    |
| 28-06-13 | Slovenien - Italien  | 0 - 3    | 14:25 | 17:25 | 13:25 |       |       | 44 - 75      | 1h:06   | 1.800    |
| 30-06-13 | Slovenien - Kroatien | 2 - 3    | 25:19 | 22:25 | 22:25 | 25:14 | 13:15 | 107 - 98     | 2h:05   | 4.800    |
| 30-06-13 | Turkiet - Italien    | 1 - 3    | 25:23 | 22:25 | 23:25 | 21:25 |       | 91 - 98      | 1h:54   | 7.500    |

### Match om femteplats

#### Resultat
| Datum    | Mellan               | Resultat | Set   | Set   | Set   | Set   | Set | Poäng totalt | Speltid | Åskådare |
| Datum    | Mellan               | Resultat | 1     | 2     | 3     | 4     | 5   | Poäng totalt | Speltid | Åskådare |
| -------- | -------------------- | -------- | ----- | ----- | ----- | ----- | --- | ------------ | ------- | -------- |
| 28-06-13 | Grekland - Frankrike | 3 - 1    | 28:26 | 21:25 | 25:20 | 25:23 |     | 99 - 94      | 2h:10   | 600      |

## Slutplaceringar[2]
| Pos | Lag       |
| --- | --------- |
|     | Italien   |
|     | Turkiet   |
|     | Kroatien  |
| 4   | Slovenien |
| 5   | Grekland  |
| 6   | Frankrike |